# ポリエン脂肪酸イソメラーゼ
ポリエン脂肪酸イソメラーゼ(Polyenoic fatty acid isomerase、EC 5.3.3.13)は、以下の化学反応を触媒する酵素である。
(5Z,8Z,11Z,14Z,17Z)-イコサペント酸{\displaystyle \rightleftharpoons }(5Z,7E,9E,14Z,17Z)-イコサペント酸
従って、この酵素の1つの基質は(5Z,8Z,11Z,14Z,17Z)-イコサペント酸、1つの生成物は(5Z,7E,9E,14Z,17Z)-イコサペント酸である。
この酵素は異性化酵素、特にC=C結合の転位に関与する分子内酸化還元酵素に分類される。系統名は、(5Z,8Z,11Z,14Z,17Z)-イコサペント酸 Δ8,11-Δ7,9-イソメラーゼ(トランス二重結合形成)である。その他よく用いられる名前に,PFI、eicosapentaenoate cis-Delta5,8,11,14,17-eicosapentaenoate、cis-Delta5-trans-Delta7,9-cis-Delta14,17 isomerase、(5Z,8Z,11Z,14Z,17Z)-eicosapentaenoate Delta8,11-Delta7,8-isomerase、(5Z,8Z,11Z,14Z,17Z)-eicosapentaenoate Delta8,11-Delta7,9-isomerase、(trans-double-bond-forming)等がある。